# Heaven'z Movie
Heaven'z Movie è il primo album in studio da solista del rapper statunitense Bizzy Bone, pubblicato nel 1998.

## Tracce
1. Roll Call – 0:52
2. Thugz Cry – 3:39
3. Marchin' on Washington – 0:58
4. Yes Yes Y'all – 0:58
5. Menensky Mobbin' – 3:56
6. Waitin' for Warfare (feat. Capo) – 5:46
7. Mr. Majesty II (feat. Mr. Majesty) – 4:21
8. Brain on Drugs – 1:08
9. On the Freeway (feat. Cat Cody) – 4:34
10. Demons Surround Me – 2:49
11. (The Roof Is) – 3:33
12. Nobody Can Stop Me – 4:03
13. Social Studies – 11:46